# Alan Turner (paleontòleg)
Alan H. Turner (1947 – 2012) va ser un paleontòleg estatunidenc especialitzat en carnívors del Miocè particularment en els Felidae i els Hyaenidae i la seva paleoecologia.
Existeix un altre paleontòleg, especialitzat en els dinosaures i anomenat també Alan Turner PhD,en la Universitat de Colúmbia (Columbia University), 2008. M.Phil en la Universitat de Colúmbia, 2006.
MS, Universitat d'Iowa, 2004 BS, Universitat de Cincinnati, 2001.
Ha fet recerca científica sobre la filogènia, sistemàtica i l'anatomia dels cocodrilmorfs i els dinosaures teròpodes; l'evolució de la mida del cos en els arcosaures, i temes teòrics en biogeografia històrica.